# Финале Светског првенства у фудбалу 1978.
Финале Светског првенства 1978. је била фудбалска утакмица између Аргентине и Холандије да би се одредио победник Светског првенства 1978. године. Утакмица је одиграна на највећем стадиону који се користи на турниру и у Аргентини, стадиону Монументал у главном граду Буенос Ајресу. Аргентина је победила Холандију резултатом 3−1. Марио Кемпес, који је завршио као најбољи стрелац турнира, проглашен је за играча утакмице. Холандија је изгубила друго финале Светског првенства заредом, оба пута од домаћина, након пораза од Западне Немачке 1974. године.

## Пут до финала
| Тим       | Од. | Д | Н | И | ДГ | ПГ | ГР | Бод. |
| --------- | --- | - | - | - | -- | -- | -- | ---- |
| Италија   | 3   | 3 | 0 | 0 | 6  | 2  | +4 | 6    |
| Аргентина | 3   | 2 | 0 | 1 | 4  | 3  | +1 | 4    |
| Француска | 3   | 1 | 0 | 2 | 5  | 5  | 0  | 2    |
| Мађарска  | 3   | 0 | 0 | 3 | 3  | 8  | −5 | 0    |

| Тим       | Од. | Д | Н | И | ДГ | ПГ | ГР | Бод. |
| --------- | --- | - | - | - | -- | -- | -- | ---- |
| Перу      | 3   | 2 | 1 | 0 | 7  | 2  | +5 | 5    |
| Холандија | 3   | 1 | 1 | 1 | 5  | 3  | +2 | 3    |
| Шкотска   | 3   | 1 | 1 | 1 | 5  | 6  | −1 | 3    |
| Иран      | 3   | 0 | 1 | 2 | 2  | 8  | −6 | 1    |

| Тим       | Од. | Д | Н | И | ДГ | ПГ | ГР  | Бод. |
| --------- | --- | - | - | - | -- | -- | --- | ---- |
| Аргентина | 3   | 2 | 1 | 0 | 8  | 0  | +8  | 5    |
| Бразил    | 3   | 2 | 1 | 0 | 6  | 1  | +5  | 5    |
| Пољска    | 3   | 1 | 0 | 2 | 2  | 5  | −3  | 2    |
| Перу      | 3   | 0 | 0 | 3 | 0  | 10 | −10 | 0    |

| Тим             | Од. | Д | Н | И | ДГ | ПГ | ГР | Бод. |
| --------------- | --- | - | - | - | -- | -- | -- | ---- |
| Холандија       | 3   | 2 | 1 | 0 | 9  | 4  | +5 | 5    |
| Италија         | 3   | 1 | 1 | 1 | 2  | 2  | 0  | 3    |
| Западна Немачка | 3   | 0 | 2 | 1 | 4  | 5  | −1 | 2    |
| Аустрија        | 3   | 1 | 0 | 2 | 4  | 8  | −4 | 2    |

## Утакмица

### Резиме
Почетак финала био је пун контроверзи, пошто су Холанђани оптужили Аргентинце да користе тактику одуговлачења како би одложили меч, што је изазвало повећање напетости пред непријатељском публиком у Буенос Ајресу. Домаћин је на крају изашао са пет минута закашњења након што се публика избезумила. Аргентинци су такође довели у питање легалност гипса на зглобу Рене ван де Керкофа, упркос томе што га је он носио у ранијим утакмицама без приговора, због чега су Холанђани запретили да ће отићи са терена; италијански судија Серђо Гонела уважио је притужбе и приморао ван де Керкофа да стави додатни завој. У знак одмазде, холандски тим је одбио да присуствује церемонији после утакмице.

На самом мечу забележен је низ фаулова и непријатељска атмосфера. Траке и конфете на стадиону су се пробијали на терен. Марио Кемпес је постигао први гол на мечу, савладавши Јана Јонгблуда са 11 метара. Холандија је замало изједначила када је Роб Ренсенбринк захватио додавање Рене ван де Керкофа главом, али је Убалдо Фиљол одбио ударац. Холанђани су на крају изједначили када је центаршут Рене ван де Керкофа пронашао Дика Нанингу, који је главом постигао изједначење. Холанђани су могли да добију утакмицу у последњим минутима, када је Ренсенбринк захватио дугачку лопту и шутирао поред Фиљола, али се ударац одбио од стативе, а меч је отишао у продужетке. Кемпес је постигао гол у 105. минуту након што је утрчао у петерац, избегавши притом два холандска уклизавања. Кемпесов ударац је одбранио Јонгблуд, а Кемпес је скочио да га избегне, али се лопта одбила од Јонгблуда и погодила Кемпеса два пута, прво у колено, затим у стопало, пре него што се одбила од Јонгблудове главе, све пре него што је Кемпес и слетео. Лопта се одбила високо у ваздух, а два холандска дефанзивца су јурнула да очисте лопту са отвореног гола. Иако је погодак званично приписан Кемпесу, реприза иза гола показала је да је лопта можда закачила Вима Сурбира.
Данијел Бертони је поставио крајњи резултат у другом полувремену након што је Кемпес улетео у петерац, а холандски дефанзивац га је ухватио у коштац. Лопта је неколико пута рикошетирала пре него што је пала у ноге Бертонија, који је јасно видео гол унутар шеснаестерца. Јонгблуд је био неприметан због рикошета, и тако је био ван позиције, омогућавајући Бертонију да лако постигне гол.

### Детаљи
| Аргентина                       | 3–1 (прод.) | Холандија   |
| ------------------------------- | ----------- | ----------- |
| Кемпес 38’, 105’ · Бертони 115’ | Извештај    | Нанинга 82’ |

| Аргентина | Холандија |

| Г            | 5  | Убалдо Фиљол         |     |     |
| О            | 15 | Хорхе Олгуин         |     |     |
| О            | 7  | Луис Галван          |     |     |
| О            | 19 | Данијел Пасарела (к) |     |     |
| О            | 20 | Алберто Тарантини    |     |     |
| С            | 6  | Америко Галего       |     |     |
| С            | 2  | Освалдо Ардиљес      | 40’ | 66’ |
| С            | 10 | Марио Кемпес         |     |     |
| Н            | 4  | Данијел Бертони      |     |     |
| Н            | 16 | Оскар Алберто Ортиз  |     | 75’ |
| Н            | 14 | Леополдо Луке        |     |     |
| Измене:      |    |                      |     |     |
| С            | 1  | Норберто Алонсо      |     |     |
| Г            | 3  | Хектор Бали          |     |     |
| С            | 8  | Рубен Галван         |     |     |
| С            | 9  | Рене Хаусмен         |     | 75’ |
| С            | 12 | Омар Лароса          | 93’ | 66’ |
| Селектор:    |    |                      |     |     |
| Сесар Меноти |    |                      |     |     |

| Г           | 8  | Јан Јонгблуд       |     |     |
| О           | 5  | Руд Крол (к)       | 15’ |     |
| О           | 6  | Вим Јансен         |     | 73’ |
| О           | 22 | Ерни Брандтс       |     |     |
| О           | 2  | Јан Портвлит       | 96’ |     |
| С           | 13 | Јохан Нескенс      |     |     |
| С           | 9  | Ари Хан            |     |     |
| С           | 11 | Вили ван де Керкоф |     |     |
| Н           | 10 | Рене ван де Керкоф |     |     |
| Н           | 16 | Џони Реп           |     | 58’ |
| Н           | 12 | Роб Ренсенбринк    |     |     |
| Измене:     |    |                    |     |     |
| О           | 4  | Адри ван Крај      |     |     |
| О           | 17 | Вим Рејсберген     |     |     |
| Н           | 18 | Дик Нанинга        |     | 58’ |
| Г           | 19 | Пим Дусбург        |     |     |
| О           | 20 | Вим Сурбир         | 94’ | 73’ |
| Селектор:   |    |                    |     |     |
| Ернст Хапел |    |                    |     |     |

| Помоћне судије: Рамон Барето (Уругвај) Ерих Линемајр (Аустрија) | Правила - 90 минута - 30 минута продужетка ако је потребно - Доигравање ако је и даље нерешено - Наведено је пет измена, од којих се две могу користити |